# ЭР23
ЭР23 — проект советского электропоезда постоянного тока, но был построен кузов одного головного вагона этой серии.

## История
Проект ЭР23 разрабатывался как первый советский скоростной электропоезд, но проект был свёрнут в пользу ЭР200, и работы по нему тоже. За это время был построен как минимум корпус головного вагона. Скорее всего, корпус вагона 00101 списан и порезан. До нашего времени вагон не сохранился.